# Rio Gornavuque
Gornavuque (em armênio: Գոռնավուկ; romaniz.: Goṙnavuk) ou Gornassum (Գոռնասում, Goṙnasum) é um rio da Turquia da província de Are. Faz parte da bacia hidrográfica do rio Murate como um de seus tributários. Flui pela planície de Guernavuque e é rico em truta.